# Нове Дев'яткіно
Нове Дев'яткіно (рос. Новое Девяткино) — присілок у Всеволожському районі Ленінградської області Російської Федерації.
Населення становить 20 640 осіб. Належить до муніципального утворення Новодевяткинське сільське поселення.

## Історія
Від 1 серпня 1927 року належить до Ленінградської області.

## Населення
| 1905    | 1926    | 1928    | 1939    | 1997    | 2002    | 2007    |
| ------- | ------- | ------- | ------- | ------- | ------- | ------- |
| 130     | ↗223    | ↗240    | ↗471    | ↗6424   | ↗8847   | ↗9960   |
| 2010    | 2012    | 2013    | 2014    | 2015    | 2016    | 2018    |
| ↗10 978 | ↗11 439 | ↗12 081 | ↗13 120 | ↗15 095 | ↗16 248 | ↗18 435 |
| 2019    | 2020    |         |         |         |         |         |
| ↗19 603 | ↗20 640 |         |         |         |         |         |